# Bình Thường tại
Bình Thường tại Y Nhĩ Căn Giác La thị (chữ Hán: 玶常在伊尔根觉罗氏, ? - 1856), là một phi tần của Thanh Văn Tông Hàm Phong Đế.

## Thân thế
Bình Thường tại hay còn được biết đến là Anh tần, Y Nhĩ Căn Giác La thị, xuất thân từ Mãn Châu Chính Hoàng kỳ, gia tộc không tồi, đạt nhiều công lớn vào đầu triều đại nhà Thanh.
Thủy tổ của bà là Hách Thần (赫臣), quy thuận Hậu Kim mà có tước Tam đẳng Khinh xa Đô úy, tuy nhiên một chi nhà Anh tần chỉ là nhánh thứ, hơn nữa sau khi nhập quan thì dần xuống dốc.
Đến thời ông cố của bà là Thành Cách (成格) thì phát sinh biến hóa. Thành Cách, tự Quả Đình, là Tiến sĩ năm Gia Khánh nguyên niên (1796). Trong những năm Gia Khánh từng nhậm chức Thị lang, Tuần phủ Sơn Tây. Đến thời Đạo Quang thì về kinh, nhậm Thượng thư của Lễ bộ, Hình bộ rồi Công bộ.
Thành Cách mất vào năm Đạo Quang thứ 8 (1828), thường được biết đến với danh hiệu “Gia Đạo danh thần”. Thành Cách có 2 con trai, con đầu Anh Thuần (英淳), làm đến chức “Bút thiếp thức”, con thứ Anh Quế trong triều Đạo Quang với thân phận Cử nhân dần đi lên, nhậm Viên ngoại lang, cưới con gái của quyền thần triều Đạo Quang là Đại học sĩ Mục Chương A.
Anh Thuần có 5 con trai, con cả Đoan Xương (端昌) lấy thân phận Ấm sinh, làm Giám sát Ngự sử. Con thứ Liêm Xương (廉昌), là Tiến sĩ năm Đạo Quang thứ 21 (1841), nhậm Viên ngoại lang. Con thứ ba tên Bồi Xương (培昌), là Cử nhân năm Đạo Quang thứ 23 (1843), nhậm Chủ sự. Con thứ tư là Ngạn Xương (彦昌), là Tiến sĩ năm Đạo Quang thứ 27 (1841), nhậm Chủ sự. Và con út Thiệu Xương (紹昌), lấy Cử nhân xuất sĩ nhậm Viên ngoại lang. Trong đó, Anh Quế có ba con, con thứ hai tên Bảo Xương là Tiến sĩ năm Đồng Trị thứ 13 (1874), kế nhiệm Phó Đô thống hàm Tham tán đại thần.
Tổng quan có thể thấy được, gia tộc bà tuy đến Gia Khánh mới hưng khởi, nhưng đến đời cha chú đều đã vào hàng “Tễ thân thế gia”, cưới con gái nhà quyền thế, đặc biệt ở trong phương diện Khoa cử thực sự có thành tựu nhất định
Cha của bà là Ngạn Xương, tự Thiếu Bác, hiệu Văn Khuê, là Tiến sĩ năm Đạo Quang thứ 27, nhậm Chủ sự, rồi Tế tửu của Quốc tử giám, thê tử Đổng Ngạc thị, trước mắt chưa rõ Anh tần có phải là đích xuất hay không.
Ngạn Xương sinh năm Gia Khánh thứ 21 (1816), mà Anh tần ước chừng sinh ra vào năm Đạo Quang thứ 16 (1836), có khả năng bà là con gái cả của Ngạn Xương. Bà thím của Anh tần, con gái Mục Chương A thuộc Quách Giai thị, một quyền thần Đại học sĩ đương thời. Bên cạnh đó, Anh tần còn có một vị đường muội, con gái của Thiệu Xương, tham gia Bát Kỳ tuyển tú, được chỉ định trở thành Phúc tấn của Đoan Quận vương Tái Y.

## Nhập cung
Căn cứ trước mắt tư liệu, Y Nhĩ Căn Giác La thị tham dự Bát Kỳ tuyển tú năm Hàm Phong thứ 2 (1852), là lần đầu tiên Hàm Phong Đế tuyển tú.
Bà nhập cung và được chỉ định làm Anh Quý nhân (英贵人). Cùng với Anh Quý nhân, còn có 3 vị khác được chỉ định vào cung, gồm Trinh tần (Hiếu Trinh Hiển Hoàng hậu), Lan Quý nhân (Hiếu Khâm Hiển Hoàng hậu) và Lệ Quý nhân (Trang Tĩnh Hoàng quý phi). Bốn vị chia làm hai nhóm vào cung, nhóm đầu là ngày 27 tháng 4, là Trinh tần cùng Anh Quý nhân. Nhóm thứ hai là ở ngày 9 tháng 5, là Lan Quý nhân và Lệ Quý nhân. Ngoại trừ Trinh tần Nữu Hỗ Lộc thị là dự bị cho ngôi vị Hoàng hậu, đối đãi có khác biệt, thì Na Lạp thị cùng Tha Tha Lạp thị và Y Nhĩ Căn Giác La thị đều là Quý nhân, có thể thấy rõ tương đối bình đẳng.
Theo tài liệu Hồng xưng thông dụng (鴻稱通用) của Nội vụ phủ, phong hiệu "Anh" có Mãn văn là「fafungga」, ý là “thủ pháp”, “có pháp luật”.
Sau khi nhập cung, bà tương đối nhận được sủng ái, bởi không lâu sau đó, cũng năm Hàm Phong thứ 2, ngày 7 tháng 11, thăng tấn Anh Quý nhân Y Nhĩ Căn Giác La thị lên Anh tần (英嫔). Năm ấy, ngoài Trinh Quý phi đăng vị Hoàng hậu ra, chỉ có Y Nhĩ Căn Giác La thị được phong Tần, cơ hồ là độc sủng hậu cung. Đến giờ chỉ còn lưu lại sách văn tấn phong của Y Nhĩ Căn Giác La thị, không rõ Chính sứ, Phó sứ được cử hôm đó là ai.
Sách văn rằng:
| “                            | 朕惟蘭殿重內官之選。昭令範於星闈。鞠衣襄中壼之勤。晉崇班於月禦。鸞章光賁。翟彩榮增。諮爾英貴人。秉性溫恭。宅心端謹。贊坤元而葉吉。儀式三宮。申巽命以揚休。恩承九室。是用冊封爾為英嬪。爾其益宣禮教。嬪虞垂媯汭之型。聿著徽音。佐姒播周京之化。欽哉 . Trẫm duy lan điện trọng nội quan chi tuyển. Chiêu lệnh phạm ô tinh vi. Cúc ý tương trung hồ chi cần. Tần sùng ban ô nguyệt ngự. Loan chương quang phân. Trạch thái vinh tăng. Tư nhĩ Anh Quý nhân. Bỉnh tính ôn cung. Trạch tâm đoan cẩn. Tán khôn nguyên nhi diệp cát. Nghi thức tam cung. Thân tốn mệnh dĩ dương hưu. Ân thừa cửu thất. Thị dụng sách phong nhĩ vi Anh tần. Nhĩ cơ ích tuyên lễ giáo. Tần ngu thùy quy nhuế chi hình. Duật trứ huy âm. Tá tự bá châu kinh chi hoa. Khâm tai. | ” |
| — Sách văn tấn phong Anh tần | |   |

Năm Hàm Phong thứ 3 (1853), ngày 2 tháng 9, Anh tần bị hàng vị, giáng xuống làm Y Quý nhân (伊贵人), theo Kính Sự phòng dụ chỉ của Hoàng đế mà làm. Không rõ nguyên do.
Năm thứ 5 (1855), ngày 24 tháng 2, ghi chép về phân vị của Y Quý nhân bị cắt giảm, lúc này bà đã bị hàng xuống làm Y Đáp ứng (伊答應). Cũng trong năm này, Mân Quý nhân Từ Giai thị bị hàng vị đến vị trí Quan nữ tử và Xuân Thường tại cũng bị giáng vị.
Năm thứ 6 (1857), ngày 25 tháng 5, Y Đáp ứng hồi vị Thường tại, Kính Sự phòng lấy phong hiệu [Bình; 玶] để xưng gọi bà. Ngày 15 tháng 7 cùng năm, Bình Thường tại Y Nhĩ Căn Giác La thị hoăng thệ, tử cung tạm an ở Phụng Di điền. Năm Đồng Trị thứ 4 (1865), ngày 25 tháng 9, tử cung của Bình Thường tại mới nhập Phi viên tẩm của Định lăng.

## Tương quan
Y Nhĩ Căn Giác La thị nhập cung cùng một thời gian với Hiếu Trinh Hiển Hoàng hậu, Hiếu Khâm Hiển Hoàng hậu, Trang Tĩnh Hoàng quý phi, nhưng phân vị lâu dài về sau hoàn toàn khác biệt. Trong khi đó, ngoại trừ Hiếu Trinh Hoàng hậu Nữu Hỗ Lộc thị khi nhập cung vốn được nhắm đến ngôi vị Mẫu nghi ra, thì Y Nhĩ Căn Giác La thị với phong vị Quý nhân và mức độ ân sủng hoàn toàn hơn xa hai vị Lan Quý nhân và Lệ Quý nhân. Thậm chí, Y Nhĩ Căn Giác La thị còn được hưởng nhiều đãi ngộ đặc biệt và nhanh chóng thụ sủng thăng Tần vị. Lúc này, con đường của bà tuyệt đối suôn sẻ, hoàn toàn có thể tiến xa lên cấp Phi, Quý phi hay xa hơn là Hoàng quý phi. Thế nhưng chỉ một năm sau khi đăng vị Tần, Y Nhĩ Căn Giác La thị liên tiếp bị giáng vị, có thể nói là bà đã mất đị sự yêu thích của Hàm Phong Đế.
Trong hồ sơ hiện tại không chỉ ra được bà đã phạm tội gì, nhưng năm thứ 5 thì Anh tần là cùng Hâm Thường tại cùng lúc bị hàng vị, nên rất có khả năng bà cùng Hâm Thường tại đã phát sinh mâu thuẫn. Sau đó, vào năm thứ 6, tháng 5, Văn Tông chiếu phong bà làm Bình Thường tại, sang tháng 6 thì bà cũng mất, nên việc chiếu phong này rất có khả năng khi ấy Anh tần đã bệnh nặng.
Nguyên do Y Nhĩ Căn Giác La thị bị truất vị liên tục đều không được ghi rõ. Nếu như Từ Giai thị được ghi là " Lăng nhục sử nữ" và "Thân mật với Thái giám" không có một thông tin nào ghi về nguyên nhân thất thế của Y Nhĩ Căn Giác La thị. Cơ bản là "truất vị liên tục", tức là nếu Y Nhĩ Căn Giác La thị phạm phải lỗi lầm thì bà đã phạm lỗi đó nhiều lần trở lên, nên mới khiến Hàm Phong Đế lạnh lùng tước đi con đường suôn sẻ sau này của bà.
Trong lịch sử, có thể nói sự thất sủng của Y Nhĩ Căn Giác La thị là một bước đệm lớn cho Diệp Hách Na Lạp thị và Tha Tha Lạp thị, vì sau khi Y Nhĩ Căn Giác La thị thất sủng, thì Hàm Phong Đế mới để ý và sủng hạnh hai vị phi tần này. Diệp Hách Na Lạp thị sau này tiến phong Ý Quý phi và trở thành Từ Hi Hoàng thái hậu khuynh đảo triều chính, còn Tha Tha Lạp thị thăng phong Lệ phi và trở thành đệ nhất sủng phi của hậu cung Hàm Phong.